# Gaither Homecoming

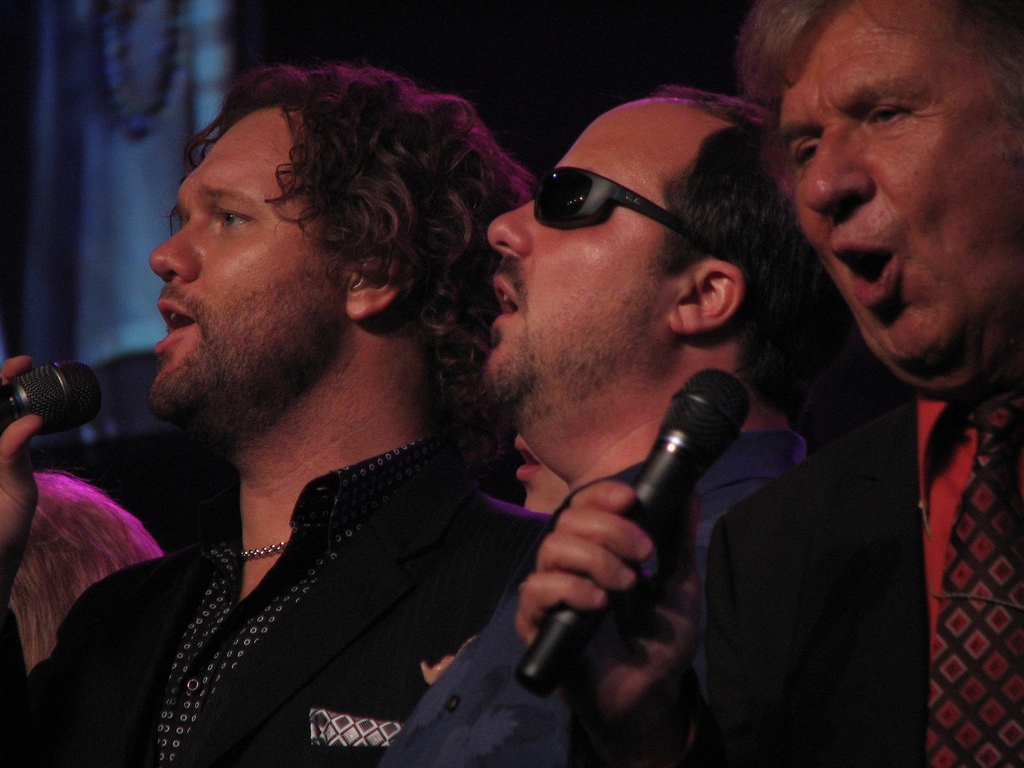
David Phelps, Gordon Mote en Bill Gaither in 2009

Onder de naam Gaither Homecoming wordt sinds 1991 muziek uitgebracht in het Southern gospel-genre en worden concerten verzorgd.

## Ontstaan
De eerste 'Homecoming' ontstond geheel ongeorganiseerd. Na een studio-opname van de Gaither Vocal Band, in 1991 in Nashville, bleven de meewerkende muzikanten en zangers napraten. Ze deelden belevenissen en zongen met elkaar rond de piano. Bill Gaither nam deze spontane sessie op en bracht het uit. Deze opname werd goed ontvangen, waardoor Gaither besloot er in een groter verband vervolg aan te geven.  

## Opzet
De opnames en concerten kennen al jaren eenzelfde opzet: op het podium neemt een paar dozijn gospelartiesten plaats, met op de eerste rij(en) veteranen uit de gospelwereld. Gaither leidt het geheel, waarbij samenzang wordt afgewisseld met solo-optredens en optredens van diverse bands als de Gaither Vocal Band, The Isaacs, de Oak Ridge Boys, The Hoppers en Ernie Haase & Signature Sound
In 1996 werd de eerste Homecomingtournee gehouden, sindsdien reizen de artiesten in diverse samenstellingen de wereld over. De eerste concertopnames verschenen op video, tegenwoordig worden ze uitgebracht op dvd en cd. In Nederland worden de concerten door Family7 uitgezonden op televisie.

## Filmografie
- 1991 · Homecoming
- 1992 · A Praise Gathering
- 1992 · Reunion
- 1993 · Turn Your Radio On
- 1993 · Old Friends
- 1994 · A Christmas Homecoming
- 1994 · Landmark
- 1994 · Precious Memories
- 1995 · All Day Singin' with Dinner on the Ground
- 1995 · Revival
- 1995 · Holy Ground
- 1996 · When All God's Singer Get Home
- 1996 · Sunday Meetin' Time
- 1995 · Ryman Gospel Reunion
- 1996 · Sing Your Blues Away
- 1996 · Moments To Remember
- 1996 · Something Beautiful
- 1996 · Homecoming Texas Style
- 1996 · Joy To The World
- 1997 · Back Home Again in Indiana
- 1996 · Joy in the Camp
- 1997 · Feelin' At Home
- 1997 · This Is My Story
- 1997 · Special Homecoming Moments
- 1998 · Singin' With The Saints
- 1998 · Down By The Tabernacle
- 1998 · Rivers Of Joy
- 1998 · Hawaiian Homecoming
- 1998 · Marching To Zion
- 1998 · Atlanta Homecoming
- 1998 · All Day Singin' At The Dome
- 1999 · Singin' In My Soul
- 1999 · Kennedy Center Homecoming
- 1999 · So Glad!
- 1999 · Sweet, Sweet Spirit
- 1999 · Mountain Homecoming
- 1999 · I'll Meet You on the Mountain
- 2000 · Good News
- 2000 · Memphis Homecoming
- 2000 · Oh, My Glory!
- 2000 · Harmony in the Heartland
- 2000 · Irish Homecoming
- 2000 · Whispering Hope
- 2000 · Christmas in the Country
- 2001 · Christmas... A Time for Joy
- 2001 · What a Time!
- 2001 · London Homecoming
- 2001 · A Billy Graham Music Homecoming, Volumes 1 & 2
- 2001 · Journey to the Sky
- 2001 · Passin' the Faith Along

- 2002 · Freedom Band
- 2002 · I'll Fly Away
- 2002 · New Orleans Homecoming
- 2002 · God Bless America
- 2002 · Let Freedom Ring
- 2003 · Going Home
- 2003 · Heaven
- 2003 · Australian Homecoming
- 2003 · Red Rocks Homecoming
- 2003 · Rocky Mountain Homecoming
- 2003 · A Gospel Bluegrass Homecoming, Volumes 1 & 2
- 2004 · Build a Bridge
- 2004 · We Will Stand
- 2004 · Tribute To Howard & Vestal Goodman
- 2004 · Tribute to Jake Hess
- 2005 · Church In The Wildwood
- 2005 · Hymns
- 2005 · Israel Homecoming
- 2005 · Jerusalem Homecoming
- 2005 · A Tribute to George Younce
- 2006 · Canadian Homecoming
- 2006 · Live from Toronto
- 2006 · Christmas in South Africa
- 2006 · Homecoming Christmas Live From South Africa
- 2007 · South African Homecoming
- 2007 · Love Can Turn The World-Live From South Africa
- 2007 · Amazing Grace
- 2007 · How Great Thou Art
- 2008 · A Campfire Homecoming
- 2008 · Homecoming Picnic
- 2008 · Rock of Ages
- 2008 · Country Bluegrass Homecoming, Volumes 1 & 2
- 2009 · Nashville Homecoming
- 2009 · Joy in My Heart
- 2010 · Giving Thanks
- 2010 · Count Your Blessings
- 2011 · Alaskan Homecoming
- 2011 · Majesty
- 2011 · Tent Revival Homecoming
- 2011 · The Old Rugged Cross
- 2012 · Pure and Simple
- 2013 · Women of Homecoming, Volumes 1 & 2
- 2016 · Circuit Rider
- 2017 · Give the World a Smile
- 2017 · Sweeter as the Days Go By